# Płyta amurska

Płyta eurazjatycka zaznaczona na zielono

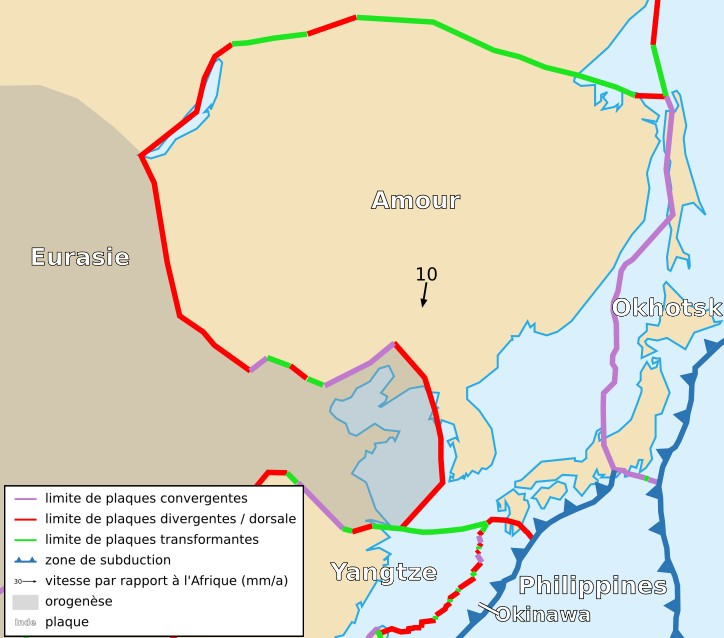
Płyta amurska

Płyta amurska (ang. Amurian Plate, Amur Plate, czasami China Plate) – niewielka płyta tektoniczna, położona we wschodniej części Azji.
Od północy i zachodu graniczy z płytą eurazjatycką, od południa z płytami Jangcy i filipińską, a od wschodu z płytą ochocką (płytą północnoamerykańską).
Według większości autorów jest częścią płyty eurazjatyckiej.